# Cnidoscolus angustidens
Cnidoscolus angustidens är en törelväxtart som beskrevs av John Torrey. Cnidoscolus angustidens ingår i släktet Cnidoscolus och familjen törelväxter. Inga underarter finns listade i Catalogue of Life.

## Bildgalleri

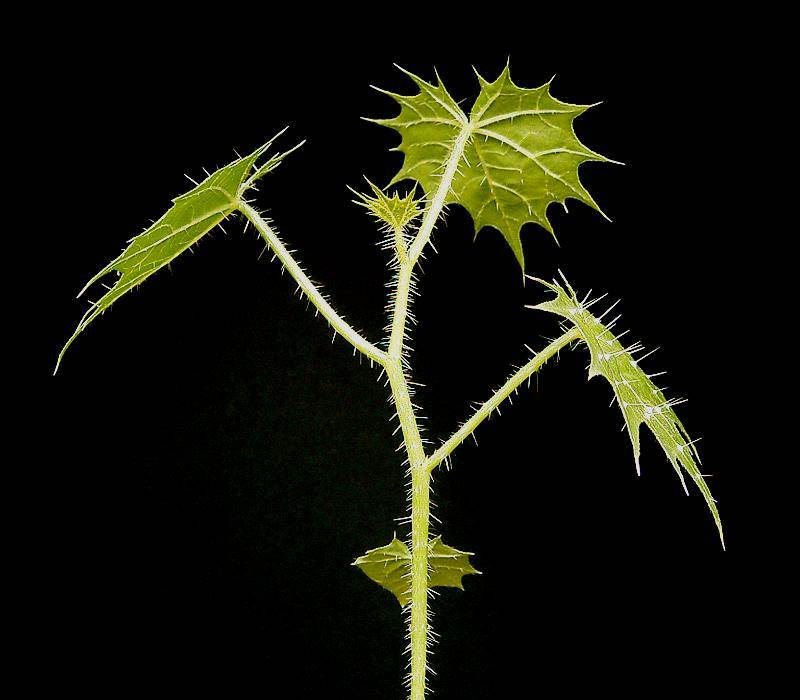
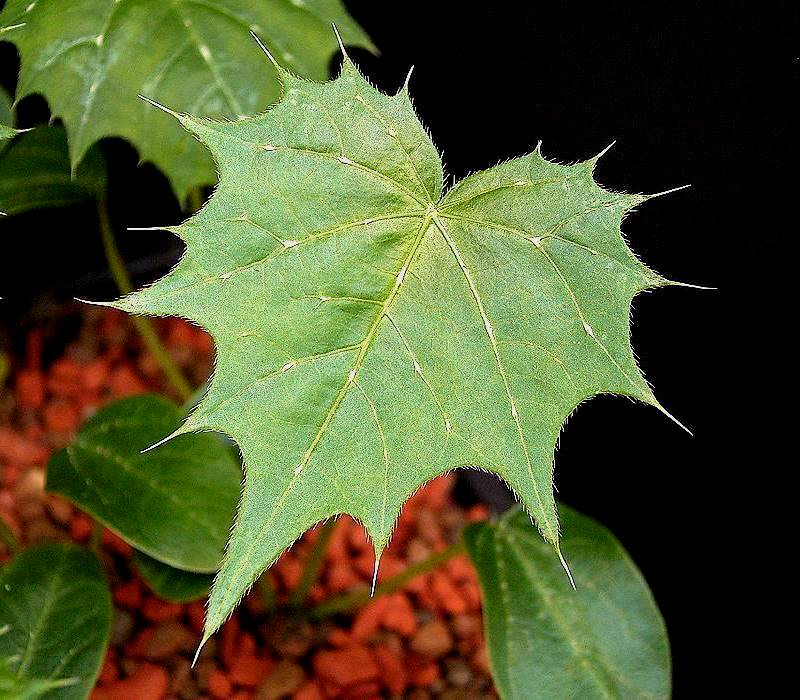